# 599 Lexington Avenue
599 Lexington Avenue ist ein 199 Meter hoher Wolkenkratzer in Manhattan in New York City.

## Beschreibung

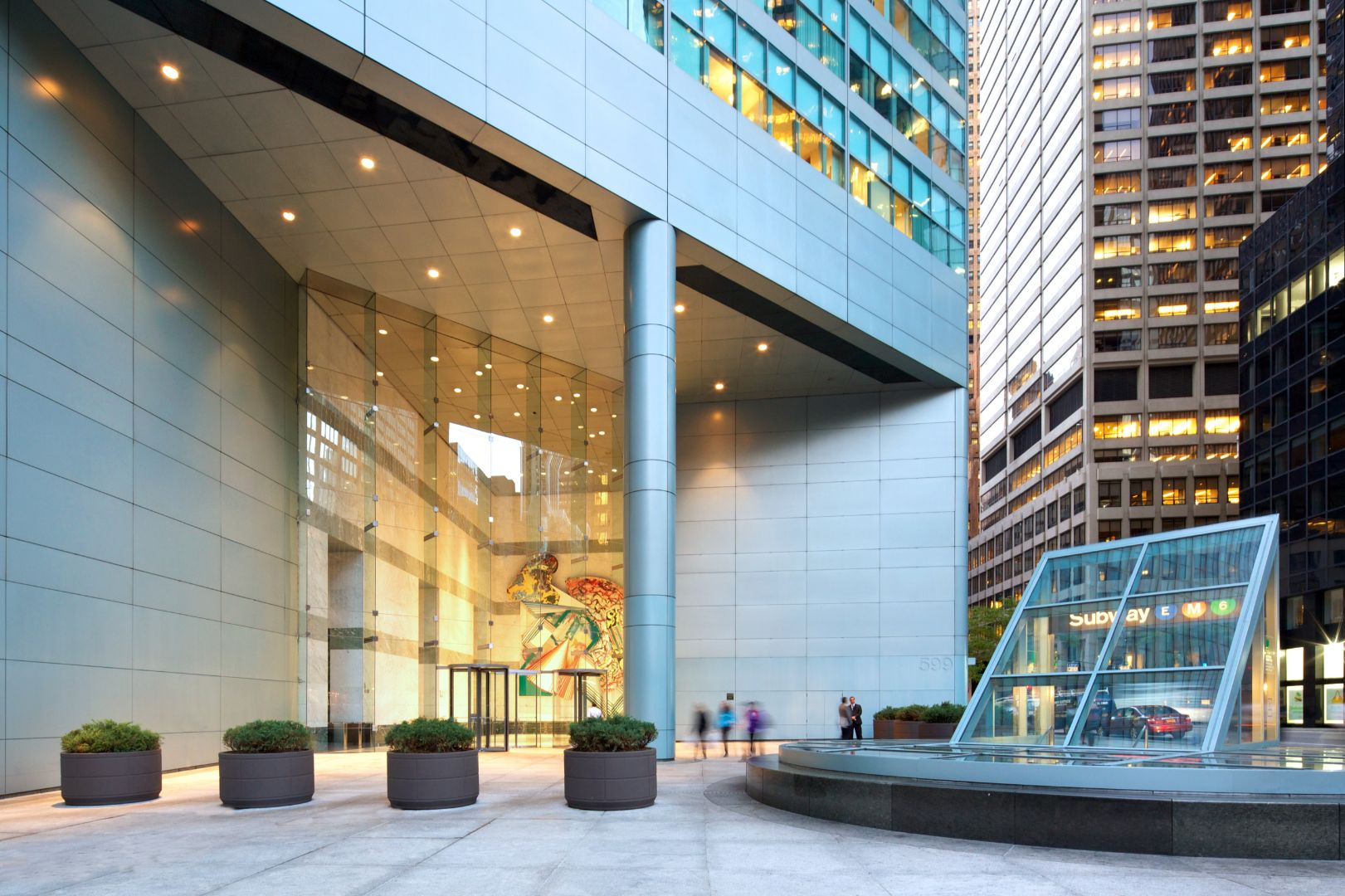
Haupteingang mit Lobby und Stellas „Salto nel Mio Sacco“

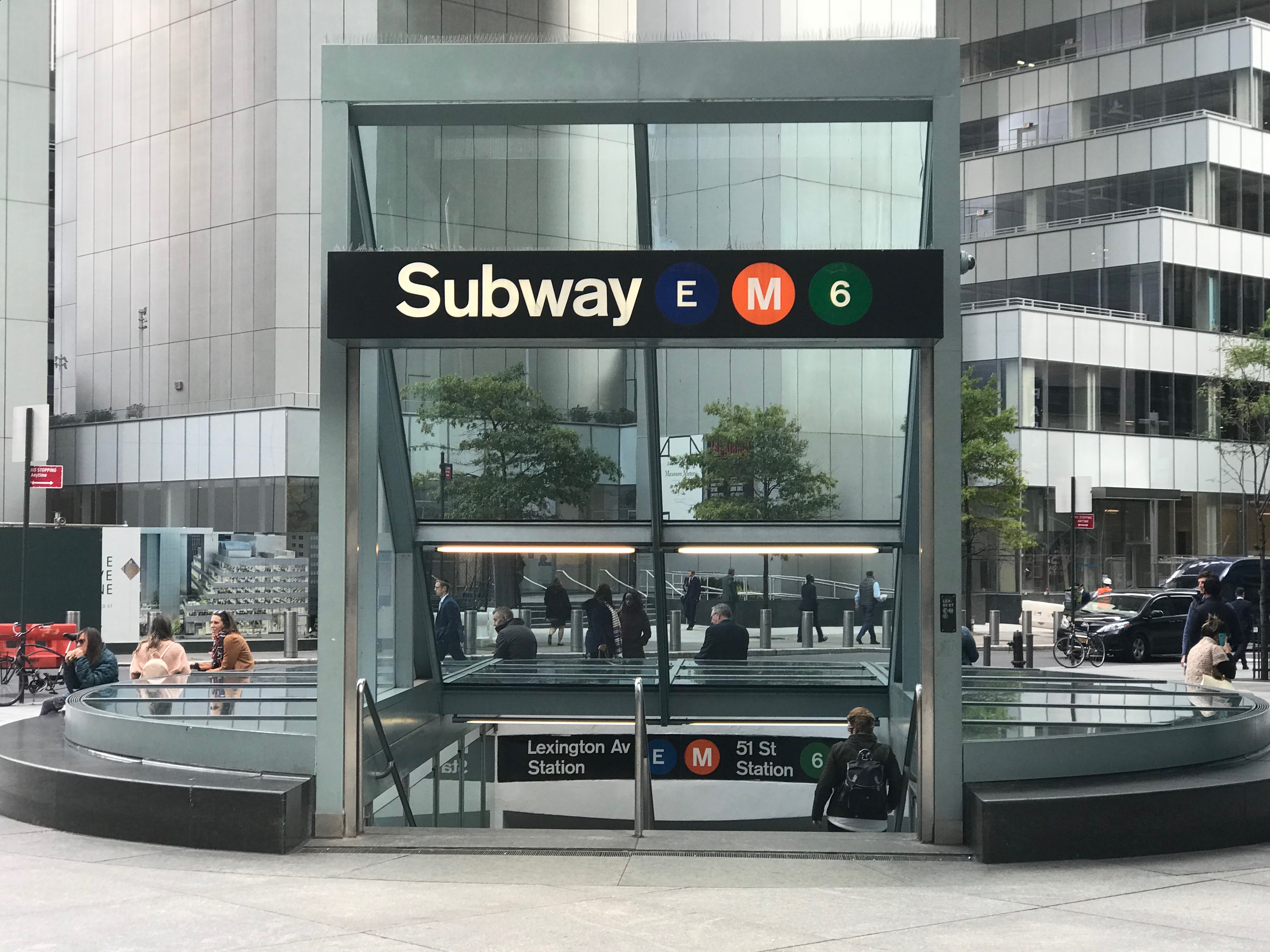
Eingang zur U-Bahn-Station Lexington Avenue-53 Street

Das Bürohochhaus liegt an der Lexington Avenue zwischen der East 52nd und 53rd Street im Viertel Turtle Bay in Midtown East. Es nimmt etwa die Hälfte des Stadtblocks zwischen Lexington Avenue und 3rd Avenue ein. Direkt gegenüber steht der bekannte Wolkenkratzer Citigroup Center. An der Ecke Lexington Avenue/53rd Street befindet sich vor dem Haupteingang die „Suits Pilot Plaza“ und ein Zugang zur U-Bahn-Station Lexington Av/53 St der New York City Subway. Hier verkehren die Linien  und  und es besteht von hier zudem eine Verbindung zur Station 51 St (Linien ).
Der Wolkenkratzer hat eine offizielle Höhe von 199 m (653 Fuß) und besitzt 51 Stockwerke. Entworfen wurde das Gebäude von Edward Larrabee Barnes. Bauherr und Eigentümer ist die Real-Estate-Investment-Trust-Firma Boston Properties. Sie erwarb 1984 für 84 Millionen US-Dollar das Grundstück und ließ unter Leitung von Mortimer Zuckerman den Büroturm bis 1986 errichten. Die Baukosten beliefen sich auf 300 Millionen US-Dollar. Das Gebäude hat eine 15 m hohe Lobby und besitzt im Erdgeschoss Einzelhandelsflächen. Die Lobby ist mit dem Kunstwerk „Salto nel Mio Sacco“ von Frank Stella ausgestaltet. Im Jahr 2016 fand durch FXFowle Architects eine Umgestaltung der Lobby, der Flure und Aufzüge statt. Das Hochhaus fällt in der Skyline von New York durch seine aquamarinfarbene Fassade auf.